# 禿鸛
，是鹳形目鹳科的一种鸟类。

## 特征
秃鹳体重约4650.99克，翼长约624.6毫米，嘴峰长约280.5毫米，喙宽度约37.5毫米，喙厚度约59.7毫米，跗蹠长约249.6毫米，尾长约277.2毫米。秃鹳是部分迁徙的鸟类，其栖息在开放的湖泊、沼泽等湿地环境中，食性为肉食性。
與非洲禿鸛不同，牠們很少吃腐肉。

## 分布
印度和斯里兰卡至中国南部、印度支那和印度尼西亚。